# Estertor da morte
O Estertor da morte, também conhecido como secreção respiratória terminal, é uma respiração ruidosa que ocorre frequentemente em pessoas que estão próximas da morte.  Pode durar horas e geralmente o falecimento ocorre em poucas horas ou dias. Pode ser angustiante para a família e para os cuidadores.
Acredita-se que ocorre devido ao acúmulo de saliva e secreções brônquicas nas vias aéreas superiores, juntamente com a incapacidade de engolir. Pode ser confundido com asfixia. Ruídos semelhantes podem ocorrer com lesões cerebrais ou Esclerose lateral amiotrófica (ELA).
O tratamento pode consistir em tranquilizar a família, reposicionar a pessoa, diminuir a ingestão de líquidos, aspirar a boca e medicamentos como anticolinérgicos. Os anticolinérgicos usados podem incluir butilbrometo de escopolamina, hiosciamina, glicopirrolato ou atropina. Os medicamentos podem ser usados preventivamente. Isso é feito para o benefício das famílias ou cuidadores, pois o ruído não incomoda a pessoa afetada. Ocorre em cerca de 25% a 90% da população.